# Departamento de Donga-Mantung
Donga-Mantung es un departamento de la región Noroeste de Camerún. En noviembre de 2005 tenía una población censada de 269 931 habitantes.
Está formado por los siguientes municipios:
- Ako 40,349
- Misaje 22,641
- Ndu 73,955
- Nkambé 63,032
- Nwa 69,954